# ویلیام آلن (قایقران قایق بادبانی)
ویلیام آلن (انگلیسی: William Allen؛ زادهٔ ۲۰ نوامبر ۱۹۴۷) قایقران قایق بادبانی اهل ایالات متحده آمریکا بود.